# Muscolo auricolare superiore
Il muscolo auricolare superiore (Attolens aurem) è il più largo dei tre muscoli auricolari.
Esso è, come l'anteriore, sottile e a forma di ventaglio.

## Origine
Le fibre del muscolo auricolare superiore originano dalla galea aponeurotica.

## Inserzione
Dalla loro origine, le fibre dell'auricolare superiore convergono tra loro e si inseriscono su un sottile e piatto tendine sulla parte superiore della superficie craniale del padiglione auricolare.

## Azione
Negli altri animali questi muscoli servono per puntare le orecchie nella direzione del suono che attrae l'attenzione; nell'uomo invece, tutto quel che possono fare è al massimo di spostare leggermente l'orecchio.